# 张资
张资（?—?），中国十六国后凉大臣，敦煌人。
张资自幼年喜读书，聪明好学，长大后后博览群书。后凉时，吕光征召他拜为中书监。张资出谋划策，很受吕光器重，人称张资为温雅之士。张资得重病。吕光悬赏医治张资的病。外国僧人名叫罗叉，说自己能治好张资的病。吕光大喜。鸠摩罗什得知後，对吕光说外道罗叉只是为了骗取赏金，没有治病的本事。鸠摩罗什提出要对张资试病，能治愈就治，治不好治也无用。鸠摩罗什用五色丝线拧成彩绳，端来一盆水，将彩绳烧成灰投在盆中，他说：“彩绳灰如果融入水中，张资之病就能治愈，绳灰如果不能融入，病就不治了。”等了片刻，彩绳灰没有融入，浮出水面，形如彩绳，鸠摩罗什叹气而走。张资病重，吕光又请来罗叉医治，不见好转。不久，张资病故。